# Lucka
Lucka este un oraș din landul Turingia, Germania.